# Eriocaulon japonicum
Eriocaulon japonicum är en gräsväxtart som beskrevs av Friedrich August Körnicke. Eriocaulon japonicum ingår i släktet Eriocaulon och familjen Eriocaulaceae. Inga underarter finns listade i Catalogue of Life.